# Iceberg (álbum)
Iceberg es el tercer álbum de estudio de la banda de rock chilena Congelador, lanzado en 2001 bajo su propio sello independiente Quemasucabeza.

## Lista de canciones
Todas las canciones escritas y compuestas por Congelador. 
| Iceberg |                   |          |  |
| N.º     | Título            | Duración |  |
| 1.      | «Glaciar»         |          |  |
| 2.      | «En la Tierra»    |          |  |
| 3.      | «Geometría»       |          |  |
| 4.      | «Nube Polar»      |          |  |
| 5.      | «Minerales»       |          |  |
| 6.      | «Heliocéntrico»   |          |  |
| 7.      | «Iceberg»         |          |  |
| 8.      | «Puerto Contento» |          |  |
| 9.      | «Iatroquímica»    |          |  |
| 10.     | «Río Seco»        |          |  |
| 11.     | «(S)alud»         |          |  |